# Campanula rashtiana
Campanula rashtiana är en klockväxtart som beskrevs av Ahmed Ahmad Parsa. Campanula rashtiana ingår i släktet blåklockor, och familjen klockväxter.
Artens utbredningsområde är Iran. Inga underarter finns listade i Catalogue of Life.